# Goran Obrez
Goran Obrez, slovenski športni novinar in komentator, * 29. maj 1967, Celje.
Goran Obrez je odgovorni urednik športnega časopisa Ekipa in komentator nogometa, predvsem španskega prvenstva, skupaj z bratom Dejanom pa od avgusta 2009 tudi komentator tekem Lige prvakov na Kanalu A in Sportklubu 1.